# Thibaudia andrei
Thibaudia andrei är en ljungväxtart som beskrevs av A. C. Smith. Thibaudia andrei ingår i släktet Thibaudia och familjen ljungväxter. Inga underarter finns listade i Catalogue of Life.